# Men’s egg
men’s egg – japoński magazyn o modzie męskiej poświęconym stylowi gyaruo. Magazyn był odpowiednikiem magazynu egg, który skupiał się na damskiej modzie gyaru. Pierwszy numer men’s egg ukazał się w 1999 roku. Magazyn został wycofany w 2013 roku po wydaniu listopadowym.